# Полет 371 на ТАРОМ
Полет 371 на ТАРОМ е редовен международен пътнически полет от международното летище Отопени, Букурещ, Румъния, до летище „Брюксел – Завентем“, Брюксел, Белгия, управляван от ТАРОМ. На 31 март 1995 г. самолетът „Еърбъс A310-324“, който изпълнява полета, се разбива с голяма скорост в земята до Балотещи само 89 секунди след излитане от Букурещ, при което загиват всички 49 пътници и 11 членове на екипажа на борда на машината. Самолетът е напълно унищожен при удара и оставя шестметров кратер.
Разследването на катастрофата разкрива, че дефектна автоматична дроселова клапа намалява оборотите на левия двигател до празен ход по време на изкачване и по съвпадение капитанът губи дееспособност (вероятно от сърдечен удар). Първият офицер не може да реагира правилно на ситуацията, тъй като според френското Министерство на транспорта той прекара по-голямата част от летателната си кариера на самолети, построени в Съюза на съветските социалистически републики, с различен стил индикатор за посока на движение от този на A310.
Паметник, посветен на паметта на загиналите при инцидента, е издигнат близо до мястото на катастрофата. През 2019 г. инцидентът е представен в епизод 6 на сезон 19 на сериала „Мейдей“ (наречен „Въздушни извънредни ситуации и въздушни бедствия“ в САЩ и „Разследване на самолетни катастрофи“ в Обединеното кралство и другаде по света). Епизодът е озаглавен „Фатално изкачване“. Към 2025 г. това е най-смъртоносната авиационна катастрофа в Румъния.